# Die Daltons im Blizzard
Die Daltons im Blizzard (französisch Les Dalton dans le blizzard) ist ein Album der Comicserie Lucky Luke. Es wurde von Morris gezeichnet und von René Goscinny getextet und erschien erstmals 1962.

## Handlung
Die Daltons sind aus dem Gefängnis ausgebrochen und flüchten nach Kanada. Lucky Luke und der örtliche Korporal Pendergast können die Truppe schnell ausfindig machen. Nach einer kurzzeitigen Gefangennahme können die Daltons fliehen und versuchen sich bei den Holzfällern zu verstecken. Auch hier müssen sie vor Lucky Luke fliehen und landen im Golgräberstädtchen Golden Glow. Dort versuchen sie, mit einem inszenierten Schaukampf, Gold zur Errichtung eines eigenen Saloons zu verdienen. Da Averell Dalton sich nicht an die geheime Abmachung hält und Joe k. o. schlägt, dieser jedoch als Gewinner gezählt wird, rebellieren die Zuschauer und zerstören das Lokal. Aus den Überresten zimmern die Daltons trotzdem einen eigenen Saloon zurecht. Als der Korporal auftaucht muss die Truppe fliehen, wird jedoch schnell aufgespürt. Schließlich werden die Daltons wieder in die Vereinigten Staaten überstellt.

## Veröffentlichung
Die Geschichte wurde erstmals 1962 im Magazin Spirou und 1963 bei Dupuis als Album veröffentlicht. In Deutschland erschien die Geschichte 1969 im Taschenbuch FF-Extra (Band 1), 1974 im Magazin Zack und ab 1980 beim Delta Verlag als 25. Band der Serie.
Die Geschichte wurde 1984 für die Lucky-Luke-Zeichentrickserie verfilmt.